# Trichocentrum fuscum
Trichocentrum fuscum, thường được biết đến với tên the Dark Trichocentrum, là một loài lan được tìm thấy ở México to Trung Mỹ.

## Hình ảnh

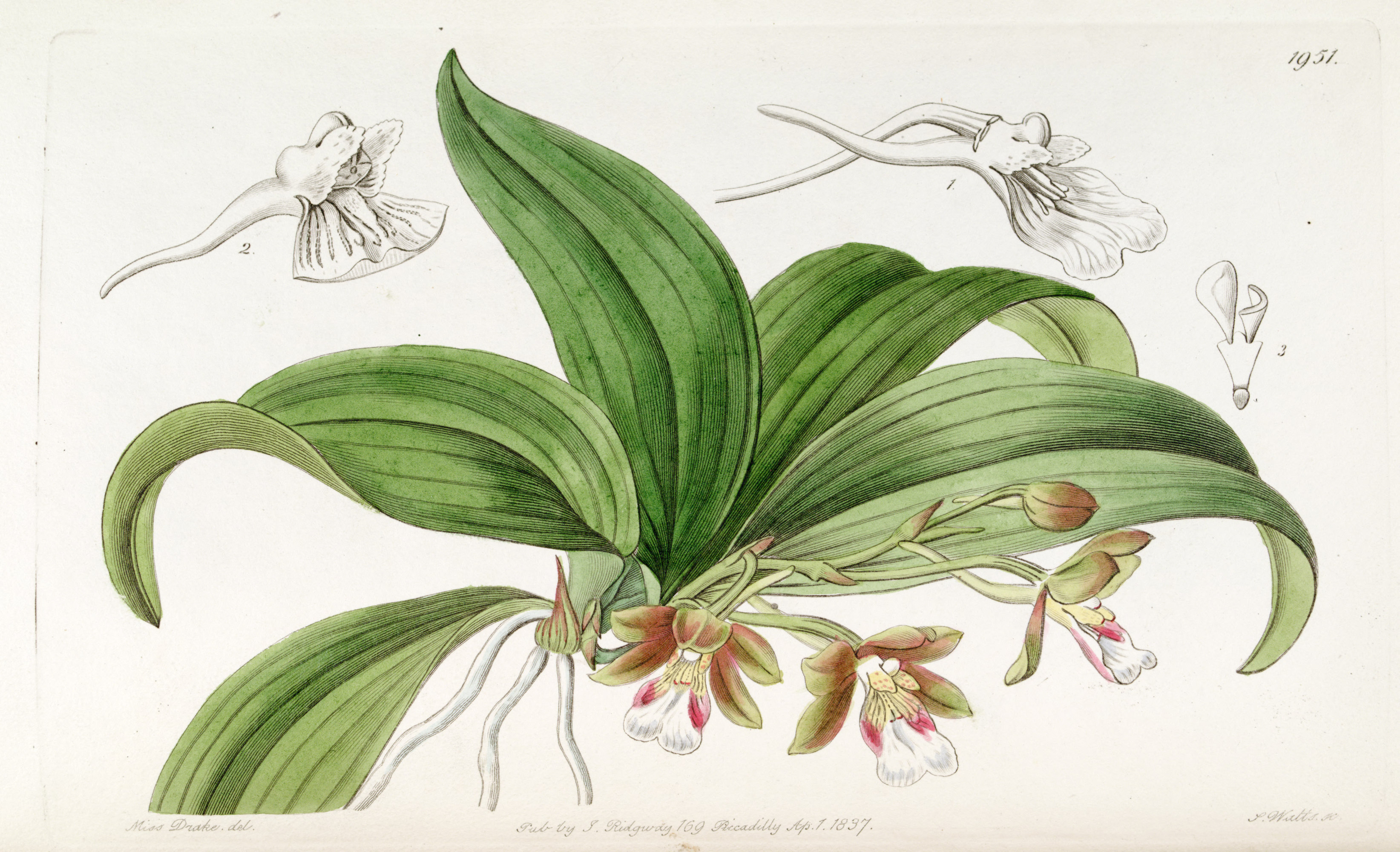
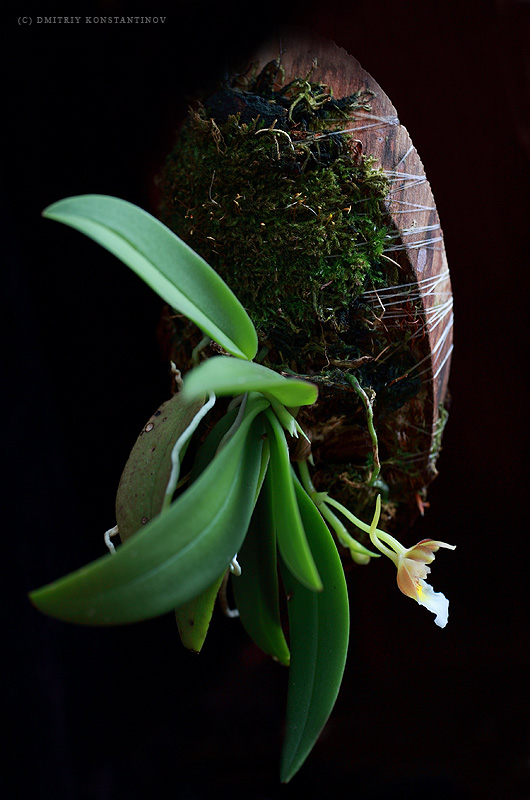
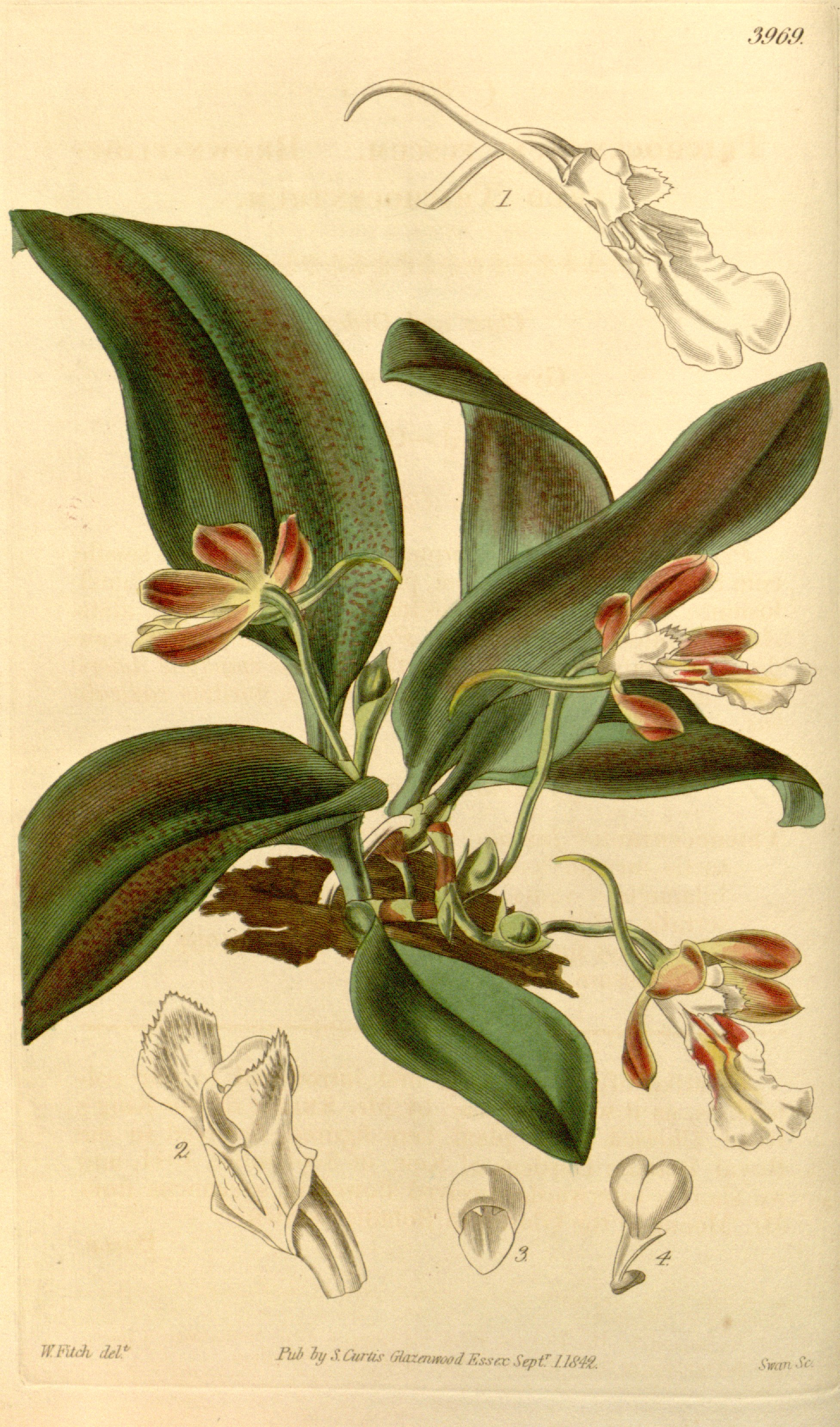
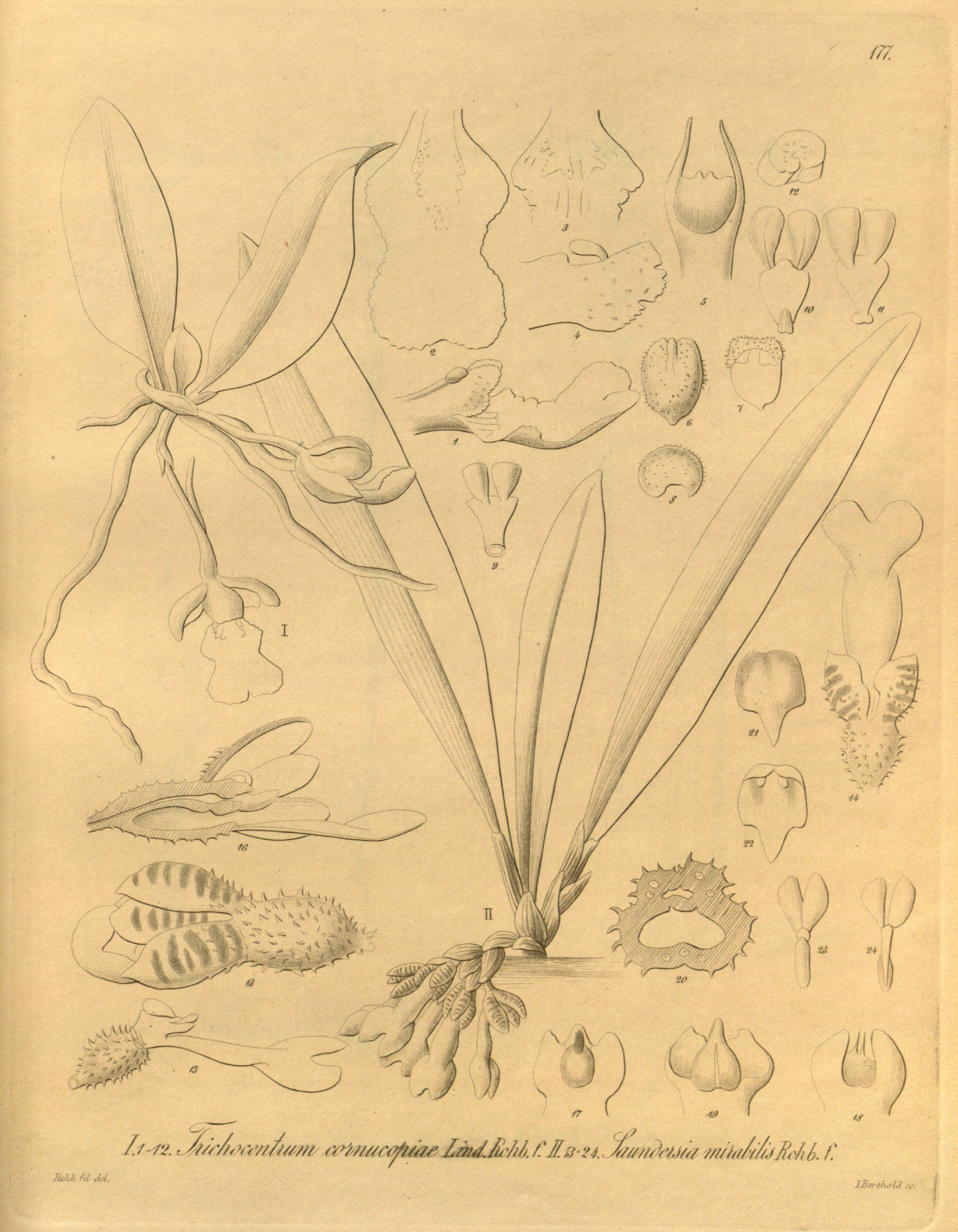